# Хамза ібн Кара-Осман
Хамза ібн Кара-Осман (*д/н —1444) — бей Ак-Коюнлу у 1438—1444 роках. Повне ім'я Нур ад-Дін Хамза Баяндур ібн Кара Осман.

## Життєпис
Походив з роду Ак-Коюнлу. Син бея Кара Османа. Після загибелі останнього у 1435 році у битві при Ерзурумі розпочав боротьбу проти старшого брата Алі, що став новим володарем держави Ак-Коюнлу. В результаті запеклої боротьби у 1438 році повалив брата-бея й захопив Діярбакір у 1438 році.
Приділяв більше уваги зміцненню держави. Став першим беєм, що став карбувати власні монети Ак-Коюнлу. Мардін та Діярбакір було перетворено на потужні фортеці. Водночас відновив союз з Шахрух Мірзою Тимуридом, насамперед спрямований проти Кара-Коюнлу. Втім, оскільки правитель останнього Джаханшах також зберігав вірність Тимуридам, а Османи більше уваги приділяли Балканам, то Хамза зберігав мир з сусідами. У 1444 році його було повалено небожем Джахангар-ханом, чим розпочато нову боротьбу за владу.